# Liste de membres du Nippon Kaigi
 (novembre 2014).
Si vous disposez d'ouvrages ou d'articles de référence ou si vous connaissez des sites web de qualité traitant du thème abordé ici, merci de compléter l'article en donnant les références utiles à sa vérifiabilité et en les liant à la section « Notes et références ».
 (octobre 2021).
Les informations dans cet article sont mal organisées, redondantes, ou il existe des sections bien trop longues. Structurez-le ou soumettez des propositions en page de discussion.
Avec le temps, il arrive que le contenu présent dans un article devienne désordonné. Il est souvent nécessaire de réorganiser l'article de fond en comble.
- Il faut tout d’abord répartir le contenu de l'article en plusieurs sections. Les informations doivent ensuite être exposées clairement et le plus synthétiquement possible, regroupées par sujet afin d'éviter les doublons. Quelqu'un cherchant une information précise doit pouvoir la trouver rapidement en lisant la section appropriée.
- À l'intérieur de chaque section, le texte, souvent initialement sous la forme de phrases éparses, doit être regroupé dans des paragraphes de quelques lignes, en assurant un enchaînement logique et une cohérence entre les phrases.
- Lorsque l'article ou l'une de ses sections développe trop longuement un point qui n'est pas dans le cœur du sujet traité, il convient de faire une synthèse et de transférer l'ancien contenu dans des articles plus appropriés (en cas de transfert, il faut impérativement respecter la procédure Aide:Scission).

Si vous pensez que ces points ont été résolus, vous pouvez retirer ce bandeau et améliorer le plan d'un autre article.
Les membres du Nippon Kaigi sont des personnalités de la politique, des médias, de la culture ou du sport, des hommes d'affaires, des universitaires ou des représentants des cultes, membres, anciens ou nouveaux, du Nippon Kaigi, un lobby nationaliste et religieux révisionniste, implanté dans tout le Japon.

## Nippon Kaigi
Fondé en 1997 au Japon, le Nippon Kaigi (« Conférence du Japon ») est une association organisation politique et religieuse japonaise radicale cherchant à rétablir le régime impérial et à effacer toute trace des abus commis durant cette période , . Elle rassemble des politiciens, dont des parlementaires de la Diète nationale, des hommes d'affaires, des intellectuels, des universitaires, des personnalités du monde de la culture, des médias et du sport, et des responsables d'institutions religieuses,,.
Début 2017, cette association, ouvertement révisionniste et qui compte parmi les quelques centaines de groupes de pression actifs au parlement japonais, réunit 38 000 membres (35 000 revendiqués fin 2014), dont quinze ministres en exercice, autour de son credo nationaliste,,.
Son implantation est nationale, avec, en 2017, environ 280 parlementaires (40 % de la représentation nationale du parlement) et 243 antennes locales regroupant 1 700 élus locaux.
Les personnalités politiques affiliées ou membres de Nippon Kaigi appartiennent majoritairement au Parti libéral-démocrate au pouvoir et aux partis d'extrême droite alliés à la majorité parlementaire. Même si l'organisation inclut également des adhérents issus de partis d'opposition, elle est généralement considérée d'extrême droite,,,,,.

## Membres et affiliés par fonction
En juillet 2017, parmi les vingt personnalités politiques composant le gouvernement Abe III, quatorze sont membres du Nippon Kaigi, dont le Premier ministre du Japon, Shinzō Abe.

### Premiers ministres et anciens Premiers ministres
- Shinzō Abe (Parti libéral-démocrate)
- Tarō Asō (Parti libéral-démocrate)
- Yoshihide Suga (Parti libéral-démocrate)[14]
- Fumio Kishida (Parti libéral-démocrate)
- Shigeru Ishiba (Parti libéral-démocrate)
- Jun'ichirō Koizumi (Parti libéral-démocrate)

### Ministres et anciens ministres
- Akira Amari (Parti libéral-démocrate)
- Haruko Arimura (Parti libéral-démocrate)
- Akinori Eto (Parti libéral-démocrate)
- Kazuhiro Haraguchi (Parti Démocrate du Japon)
- Kunio Hatoyama (Parti libéral-démocrate)
- Takeo Hiranuma (Parti pour les Futures Générations)
- Bunmei Ibuki (Parti libéral-démocrate)
- Masahiro Imamura (Parti libéral-démocrate)
- Takeo Kawamura (Parti libéral-démocrate)
- Yuriko Koike (Parti libéral-démocrate)
- Kenji Kosaka (Parti libéral-démocrate)
- Fumio Kyūma (Parti libéral-démocrate)
- Seiji Maehara (Parti Démocrate du Japon)
- Hirokazu Matsuno (Parti libéral-démocrate)
- Toshikatsu Matsuoka (Parti libéral-démocrate)
- Yoshio Mochizuki (Parti libéral-démocrate)
- Eisuke Mori (Parti libéral-démocrate)
- Satoshi Morimoto (Indépendant)
- Shōichi Nakagawa (Parti libéral-démocrate)
- Hiroshi Nakai (Parti Démocrate du Japon)
- Hirofumi Nakasone (Parti libéral-démocrate)
- Gen Nakatani (Parti libéral-démocrate)
- Nariaki Nakayama (Parti libéral-démocrate, Association pour la Restauration du Japon - ARJ)
- Takeshi Noda (Parti libéral-démocrate)
- Fukushirō Nukaga (Parti libéral-démocrate)
- Itsunori Onodera (Parti libéral-démocrate)
- Hidehisa Otsuji (Parti libéral-démocrate)
- Hakubun Shimomura (Parti libéral-démocrate)[1]
- Yoshitaka Shindō (Parti libéral-démocrate)
- Yasuhisa Shiozaki (Parti libéral-démocrate)
- Yoshihide Suga (Ministre puis Premier ministre) (Parti libéral-démocrate)[14]
- Shunichi Suzuki (Parti libéral-démocrate)
- Sanae Takaichi (Parti libéral-démocrate), ministère des Affaires intérieures et des Communications (2019 – 2020)[4]
- Wataru Takeshita (Parti libéral-démocrate)
- Sadakazu Tanigaki (Parti libéral-démocrate)
- Shunichi Yamaguchi (Parti libéral-démocrate)
- Eriko Yamatani (Parti libéral-démocrate)

### Hiérarques et anciens hiérarques de Nippon Kaigi

#### Présidents
- Koichi Tsukamoto (1997-1998) - également le fondateur de Wacoal
- Kosaku Inaba (1998-2001) - ancien président de Ishikawajima-Harima Heavy Industries Co., et de la Chambre de Commerce et d'Industrie du Japon
- Toru Miyoshi (2001-) - ancien Juge en chef de la Cour suprême du Japon

#### Vice-présidents
- Anzai Aiko - vocaliste et politicienne
- Shiro Odamura - université de Takushoku[15], également président de l'Association des Amis de Lee Teng-hui[16]
- Koichiro Ishii - ancien président de Bridgestone Cycle Corp.
- Keiichiro Kobori - professeur émérite, université de Tokyo
- Kenko Matsuki - politicien
- Tsunekiyo Tanaka - président de l'association des sanctuaires shinto

#### Conseillers
La présence de grands prêtres Shinto, certains avec du sang impérial, est cohérente avec l'un des objectifs de Nippon Kaigi: rétablir l'Empereur du Japon dans son statut divin.
- Kitashirakawa Michihisa - Haut Prêtre du sanctuaire shinto Ise-jingū, et arrière-petit fils de l'Empereur Meiji
- Sangmu Takatsukasa (Naotake Takatsukasa) - Prêtre en chef de Ise-jingū, et fils adoptif de la princesse Kazuko Takatsukasa
- Sadahiro Hattori - Prêtre en chef honoraire du sanctuaire shinto Iwazu Tenmangu
- Eshin Watanabe - Prêtre en chef du sanctuaire shinto Enryaku-ji, Prêtre Suprême de la Dénomination Bouddhiste Tendai, Président Honoraire de la Japan Conference of Religious Representatives (JCRR)

## Membres et affiliés par nom
(en italique, déjà cités plus haut)
- 長曽我部延昭 (Président du Sinseiren / Shintō Seiji Renmei / Ligue Politique Shinto / Shinto Association of Spiritual Leadership - Prêtre en chef du sanctuaire Iyozuhikonomikoto - membre du Comité Représentatif de Nippon Kaigi)

### A
- Shinzō Abe (1954-2022 - Premier Ministre)
- Anzai Aiko (Vice Président de Nippon Kaigi) - vocaliste et politicienne
- Ichiro Aisawa (ancien Vice-Ministre Senior aux Affaires Étrangères - membre de la Diète - Président du Comité des règles et de l'administration de la Chambre des représentants - Vice-Président de l'Association Parlementaire des Scouts du Japon)
- Masaaki Akaike (Parti libéral-démocrate - membre de la Chambre des Représentants à la Diète)
- Kyotoku Akimoto (Représentant de la secte bouddhiste Shinsei Bukkyo - membre du Comité Représentatif de Nippon Kaigi)
- Tsukasa Akimoto (Parti libéral-démocrate - membre de la Diète)
- Akira Amari (Ministre)
- Kazuo Aoyagi (Directeur exécutif de Reiyūkai - membre du Comité Représentatif de Nippon Kaigi)
- Eiko Araki (Membre de la délégation de 41 membres de Nippon Kaigi originaires de Tokyo venus à Saipan en 2005 à l'occasion d'une visite du couple impérial)[17]
- Haruko Arimura (Ministre)
- Tarō Asō (Ex-Premier Ministre)

### D
- Tōru Doi (Parti libéral-démocrate - membre de la Chambre des Représentants à la Diète)

### E
- Yoshihiko Ebihara (Ancien Directeur Adjoint au Bureau du Premier Ministre - ancien membre de la Chambre des Conseillers - Keidanren, pension militaire - membre du Comité Représentatif de Nippon Kaigi)
- Akinori Eto (Ministre)
- Seiichi Eto (Parti libéral-démocrate - Élu à la Diète)[18]
- Taku Etō (Parti libéral-démocrate - membre de la Chambre des Représentants à la Diète)
- Michio Ezaki (Ancien Rédacteur en Chef du mensuel Sokoku to seinen (Patrie et jeunesse) - Auteur ou co-auteur de 'Japan and Korea: Kindred Spirits for 2000 Years', 'The Alleged "Nanking Massacre"', 'Japan's Rebuttal to China's Forged Claims', 'The World Judges the Tokyo Trials', 'Anti-Japanese Networks Drag Japan into a Quagmire' - Membre Senior de Nippon Kaigi, spécialisé dans la recherche)[19]

### F
- Keiji Furuya (Parti libéral-démocrate - Élu à la Diète - Commissaire à la Sécurité Publique Nationale)

### H
- Koichi Hagiuda (Parti libéral-démocrate - membre de la Diète)
- Kazuhiro Haraguchi (Ministre)
- Gaku Hashimoto (Parti libéral-démocrate - membre de la Chambre des Représentants à la Diète)
- Seiko Hashimoto (Parti libéral-démocrate - Présidente du comité d'organisation des Jeux olympiques d'été de 2020|Jeux olympiques de Tokyo 2020)[20]
- Kunio Hatoyama (Ministre)
- Sadahiro Hattori (Conseiller de Nippon Kaigi) - Prêtre en chef honoraire du sanctuaire shinto Iwazu Tenmangu
- Motoo Hayashi (Parti libéral-démocrate - membre de la Chambre des Représentants à la Diète)
- Takeo Hiranuma (Ministre)

### I
- Bunmei Ibuki (ministre)
- Kazuo Ijiri (Auteur, ancien directeur de l'Institut de l'Identité Japonaise de Takushoku - Président du Conseil du Japan Institute for National Fundamentals - membre du Comité Représentatif de Nippon Kaigi)
- Masahiro Imamura (ministre)[21]
- Yuichi Imaoka (préside les branches de Nippon Kaigi et de la National Association for the Rescue of Japanese Kidnapped by North Korea à Yonago)[22]
- Kosaku Inaba (Président de Nippon Kaigi) - ancien président de Ishikawajima-Harima Heavy Industries Co., et de la Chambre de Commerce et d'Industrie du Japon
- Tomomi Inada (Parti libéral-démocrate - membre de la Diète)[23],[24]
- Reiho Inayama (Prêtre en chef de la Nenpou Shinkyou Buddhist Denomination - membre du Comité Représentatif de Nippon Kaigi)
- Shinji Inoue (Parti libéral-démocrate - membre des groupes Nippon Kaigi et Shintō Seiji Renmei à la Diète)
- Shigeru Ishiba (ministre)
- Shintarō Ishihara (ancien Gouverneur de Tokyo - Directeur au Japan Institute for National Fundamentals - membre du Comité Représentatif de Nippon Kaigi)
- Koichiro Ishii (vice président de Nippon Kaigi) - ancien président de Bridgestone Cycle Corp.
- Tadashi Itagaki (fils du Général Seishirō Itagaki et représentant à la Chambre basse, l'un des leaders de la promotion des visites officielles de premiers ministres au sanctuaire Yasukuni[25] - membre du Comité Représentatif de Nippon Kaigi)
- Kenichi Itō (analyste politique et ancien diplomate - Président & CEO de Japan Forum on International Relations, Inc., Vice Président du Worldwide Support for Development, Président & CEO du Council on East Asian Community, Président & CEO du Global Forum of Japan, Professeur Émérite de l'Université Aoyama Gakuin, ancien directeur de la First Southeast Asian Division au Ministère des Affaires Étrangères Japonais - membre du Comité Représentatif de Nippon Kaigi)
- Shigeki Iwai (Parti libéral-démocrate - membre de la Chambre des conseillers à la Diète)
- Takeshi Iwaya (Parti libéral-démocrate - membre de la Chambre des Représentants à la Diète)

### K
- Yasushi Kaneko (Parti libéral-démocrate - membre de la Chambre des Représentants à la Diète)
- Hideaki Kase (président de la Société pour la Dissémination de Faits Historiques - fils du diplomate impérial Toshikazu Kase - membre du Comité Représentatif de Nippon Kaigi)[4]
- Katsunobu Katō (Parti libéral-démocrate - membre de la Chambre des Représentants à la Diète)
- Takeo Kawamura (ministre)
- Sato Kazuo (Professeur émérite, université Aoyama Gakuin, droit internationale - membre du Comité Représentatif de Nippon Kaigi)
- Yoshio Keino (président de l'Association des Professeurs du Japon - Professeur à l'université Internationale de Heisei, Faculté de Droit, spécialiste en Droit et Sciences Politiques - membre du conseil d'administration de Kenpo Gakkai (Association de Loi Constitutionnelle) - membre du Comité Représentatif de Nippon Kaigi)
- Yoshio Kimura (Parti libéral-démocrate - membre de la Chambre des Représentants à la Diète)
- Minoru Kihara (Parti libéral-démocrate - membre de la Chambre des Représentants à la Diète)
- Seiji Kihara (Parti libéral-démocrate - membre de la Chambre des Représentants à la Diète)
- Nobuo Kishi (Parti libéral-démocrate - membre de la Chambre des Conseillers à la Diète - frère de Shinzō Abe et petit-fils de Nobusuke Kishi)
- Fumio Kishida (ministre puis Premier ministre)
- Shigeo Kitamura (Parti libéral-démocrate - membre de la Chambre des Représentants à la Diète)
- Yasumitsu Kiuchi (préfet de police général de l'Agence Nationale de la Police - Membre du Comité Représentatif de Nippon Kaigi - Père de Minoru Kiuchi, Vice-Ministre aux Affaires Etrangères au Parlement - membre du Comité Représentatif de Nippon Kaigi)
- Keiichiro Kobori (vice président de Nippon Kaigi) - Professeur Emerite, université de Tokyo
- Kazuo Kogushi (prêtre en chef du sanctuaire shinto Atsuta-jingū - membre du Comité Représentatif de Nippon Kaigi)
- Yuriko Koike (ministre)
- Jun'ichirō Koizumi (Premier ministre)
- Kenji Kosaka (ministre)
- Kishō Kurokawa (1934-2007 - architecte et l'un des fondateurs du mouvement métaboliste)
- Muneharu Kurozumi ('Chef Patriarche' de Kurozumikyō, une secte qui vénère le soleil levant - membre du Comité Représentatif de Nippon Kaigi)
- Fumio Kyūma (Ministre)

### M
- Seiji Maehara (ministre)
- Tade Masanari (« le directeur exécutif de Nippon Kaigi Hiroshima et le fils d'une victime de la Bombe A »[26])
- Kenko Matsuki (vice président de Nippon Kaigi) - politicien
- Fumiaki Matsumoto (Parti libéral-démocrate - membre de la Chambre des Représentants à la Diète)
- Hirokazu Matsuno (ministre)
- Toshikatsu Matsuoka (1945-2007 - ministre)
- Kitashirakawa Michihisa (Conseiller de Nippon Kaigi) - haut prêtre de l'Ise-jingū, et arrière-petit fils de l'empereur Meiji)
- Asahiko Mihara (Parti libéral-démocrate - membre de la Chambre des Représentants à la Diète)
- Toru Miyoshi (président de Nippon Kaigi) - ancien Juge en chef de la Cour suprême du Japon
- Yoshio Mochizuki (ministre)
- Eisuke Mori (ministre)
- Satoshi Morimoto (ministre)

### N
- Akihisa Nagashima (Parti Démocrate du Japon - membre de la Chambre des Représentants à la Diète)
- Tadayoshi Nagashima (Parti libéral-démocrate - membre de la Chambre des Représentants à la Diète)
- Shōichi Nakagawa (Ministre)
- Hiroshi Nakai (Ministre)
- Hirokazu Nakaima (Ancien Gouverneur d'Okinawa)
- Hirofumi Nakasone (Ministre)
- Gen Nakatani (Ministre)
- Nariaki Nakayama (Ministre)
- Yasuhide Nakayama (Parti libéral-démocrate - membre de la Chambre des Représentants à la Diète)
- Kyoko Nishikawa (Parti libéral-démocrate - Membre de la Diète)
- Shingo Nishimura (Independant - membre de la Chambre des Représentants à la Diète - éjecté du parti de Toru Hashimoto pour avoir dit que le Japon était plein de prostituées coréennes[27],[28])
- Yasutoshi Nishimura (Parti libéral-démocrate - membre de la Chambre des Représentants à la Diète)
- Takeshi Noda (Ministre)
- Fukushirō Nukaga (Ministre)

### O
- Shiro Odamura (Vice Président de Nippon Kaigi) - Université de Takushoku[15], également président de l'Association des Amis de Lee Teng-hui[16]
- Yasuhiko Ōishi (1922-2014 - Economiste, Professeur Émérite de l'Université de Tokyo - membre du Comité Représentatif de Nippon Kaigi)
- Keishu Okada (fille adoptive de Yoshikazu Okada, le fondateur de la secte Mahikari, elle a fondé la secte Sukyo Mahikari, qui considère qu'Adolph Hitler et la Seconde Guerre Mondiale ont reçu la bénédiction d'un Dieu Créateur - membre du Comité Représentatif de Nippon Kaigi)
- Seiho Okano (leader de la secte Gedatsu-kai - Président de Shinshuren, la Fédération des Nouvelles Organisations Religieuses du Japon  - membre du Comité Représentatif de Nippon Kaigi)
- Hisahiko Okazaki (1930-2014 - diplomate, directeur du Okazaki Institute)
- Makoto Oniki (ja) (Parti libéral-démocrate - membre de la Chambre des représentants à la Diète)
- Kiyoko Ono (ancienne gymnaste olympique, ministre d'Etat, présidente de la National Safety Commission)
- Hirō Onoda (1922-2014 - l'officier de l'Armée Impériale qui refusa de croire à la reddition du Japon en 1945 et continua la guerre seul aux Philippines jusqu'en 1974 - membre du Comité Représentatif de Nippon Kaigi)
- Itsunori Onodera (Ministre)
- Hidehisa Otsuji (Ministre) - membre du Comité Représentatif de Nippon Kaigi

### R
- Hirofumi Ryu (Parti Démocrate du Japon - Membre de la Chambre des Représentants à la Diète)

### S
- Shoichi Saeki (Professeur Émérite à l'Université de Tokyo - critique littéraire - membre du comité représentatif de Nippon Kaigi)
- Tetsushi Sakamoto (Parti libéral-démocrate - Membre de la Chambre des Représentants à la Diète)
- Yoshitaka Sakurada (Parti libéral-démocrate - Membre de la Chambre des Représentants à la Diète)
- Yoshiko Sakurai (Journaliste, présentatrice TV, auteure - Présidente du Japan Institute for National Fundamentals)
- Akiko Santo (Parti libéral-démocrate - Membre de la Chambre des Conseillers à la Diète - ancienne actrice)
- Noritaka Sekiguchi (Président et fils des fondateurs de la secte Bussho Gonenkai Kyōdan - membre du comité représentatif de Nippon Kaigi)
- Masahiko Shibayama (Ministre de l’éducation depuis le 2 octobre 2018)
- Masayuki Shibuki (Président de Kohken Co. Ltd - membre du comité représentatif de Nippon Kaigi)
- Atsushi Shima (Chef d'Etat Major, Forces japonaises d'autodéfense - Général - membre du comité représentatif de Nippon Kaigi)
- Yoshiko Shima (Président de Asahi Photos News Inc. - membre du comité représentatif de Nippon Kaigi)
- Hakubun Shimomura (Ministre)
- Yoshitaka Shindō (Ministre)
- Sadanoyama Shinmatsu (vrai nom Shinmatsu Ichikawa - ancien lutteur de sumo, yokozuna, et président de l'Association Japonaise de Sumo - membre du Comité Représentatif de Nippon Kaigi)
- Yasuhisa Shiozaki (Ministre)
- Hiroyuki Sonoda (Parti libéral-démocrate - Membre de la Chambre des Représentants à la Diète)
- Tenkoko Sonoda (Parti libéral-démocrate - Membre de la Diète - veuve de l'ancien Ministre des Affaires Etrangères Sunao Sonoda - membre du Comité Représentatif de Nippon Kaigi)
- Hansō Sōshitsu (le 15e maître de thé de la famille Urasenke - membre du comité représentatif de Nippon Kaigi)
- Yoshihide Suga (Ministre et Premier ministre)[14]
- Isshu Sugawara (Parti libéral-démocrate - Membre de la Chambre des Représentants à la Diète)
- Iwao Sumoge (Président de Densho Engineering CO., Ltd - membre du comité représentatif de Nippon Kaigi)
- Shunichi Suzuki (Ministre)

### T
- Takemoto Tadao (professeur émérite à l'université de Tsukuba - critique religieux, politique et littéraire spécialisé dans la littérature française, traducteur d'André Malraux - co-auteur de l'ouvrage négationniste The Alleged "Nanking Massacre": Japan's Rebuttal to China's Forged Claims - membre du Comité Représentatif de Nippon Kaigi)
- Sanae Takaichi (Ministre)
- Irie Takanori (professeur émérite à l'université Meiji - membre du Comité Représentatif de Nippon Kaigi)
- Harunobu Takashiro (prêtre en chef du sanctuaire Ise-jingū - membre du Comité Représentatif de Nippon Kaigi)
- Sangmu Takatsukasa (Naotake Takatsukasa) (Conseiller de Nippon Kaigi) - Prêtre en chef de Ise-jingū, et fils adoptif de la princesse Kazuko Takatsukasa
- Kakuchō Take (prêtre en chef du monastère Tendai Hieizan Enryakuji / Enryaku-ji Tendai monastery - membre du Comité Représentatif de Nippon Kaigi)
- Ryota Takeda (Parti libéral-démocrate - membre de la Chambre des Représentants à la Diète)
- Naokazu Takemoto (Parti libéral-démocrate - membre de la Chambre des Représentants à la Diète)
- Wataru Takeshita (Ministre)
- Sonkyo Takito (Takifuji Takashikyo) (1922-2010 - 105e prêtre supérieur du temple Shitennoji - membre du Comité Représentatif de Nippon Kaigi)
- Tadae Takubo (professeur émérite à l'université Kyorin - vice-président du Japan Institute for National Fundamentals - membre du Comité représentatif de Nippon Kaigi)[1]
- Toshio Tamogami (chef d'état-major de la Force aérienne d'autodéfense japonaise)[29]
- Hiro Tanaka (Prêtre en chef du sanctuaire Shinto Meiji-jingū)
- Tsunekiyo Tanaka (vice président de Nippon Kaigi) - président de l'association des sanctuaires shinto
- Sadakazu Tanigaki (Ministre)
- Minoru Terada (Parti libéral-démocrate - membre de la Chambre des Représentants à la Diète)
- Taizō Terashima (18e président du Joint Staff Council des Forces japonaises d'autodéfense - Chef d'Etat Major de la Force terrestre d'autodéfense japonaise - Décoré de l'Ordre du Trésor sacré en 2004 - membre du Comité Représentatif de Nippon Kaigi)
- Yasuhisa Tokugawa (prêtre en chef du sanctuaire Yasukuni -  arrière-petit-fils de Tokugawa Yoshinobu, le dernier Shogun - membre du Comité Représentatif de Nippon Kaigi)
- Koichi Tsukamoto (président de Nippon Kaigi) - également le fondateur de Wacoal

### U
- Keiichiro Uchino (Président du cabinet d'avocats Uchino - Président de la branche Tokyo Nakano de Nippon Kaigi - Organisateur de la réunion de célébration de novembre 2013 en honneur du gouvernement de Shinzō Abe, au cours de laquelle le drapeau impérial (au soleil levant avec les faisceaux) fut levé, l'hymne "Kimi ga yo" chanté, et l'engagement de "rompre avec le régime d'après-guerre" renouvelé[30].)
- Kazuo Uemura (Institut Japonais de la Culture et de la Nationalité / Kokubunken - membre du Comité Représentatif de Nippon Kaigi)
- Tadanobu Usami (Président du syndicat UI Zensen Domei - Rengō - membre du Comité Représentatif de Nippon Kaigi)
- Tetsuhiko Utsunomiya (Président de Nikka Corp - membre du Comité Représentatif de Nippon Kaigi)

### W
- Eshin Watanabe (Conseiller de Nippon Kaigi) - Prêtre en chef du sanctuaire shinto Enryaku-ji, Prêtre Suprême de la Dénomination Bouddhiste Tendai, Président Honoraire de la Japan Conference of Religious Representatives (JCRR)
- Yoshimi Watanabe (Votre Parti - membre de la Chambre des représentants)

### Y
- Hiroshi Yamada (Secrétaire Général du Parti pour les Générations Futures - membre de la Diète)
- Daishiro Yamagiwa (Parti libéral-démocrate - membre de la Chambre des représentants à la Diète)
- Shunichi Yamaguchi (Ministre)
- Koichi Yamamoto (Parti libéral-démocrate - membre de la Chambre des représentants à la Diète)
- Tomohiro Yamamoto (Parti libéral-démocrate - membre de la Chambre des représentants à la Diète)
- Eriko Yamatani (Ministre)
- Masaaki Yamazaki (Parti libéral-démocrate - membre de la Chambre des conseillers à la Diète)
- Kazuhiro Yoshida (Membre de la délégation de 41 membres de Nippon Kaigi originaires de Tokyo venus à Saipan en 2005 à l'occasion d'une visite du couple impérial)[17]
- Teruki Yoshioka (chef de la filiale Nippon Kaigi, à Fukuoka[31])